# Baierfeld

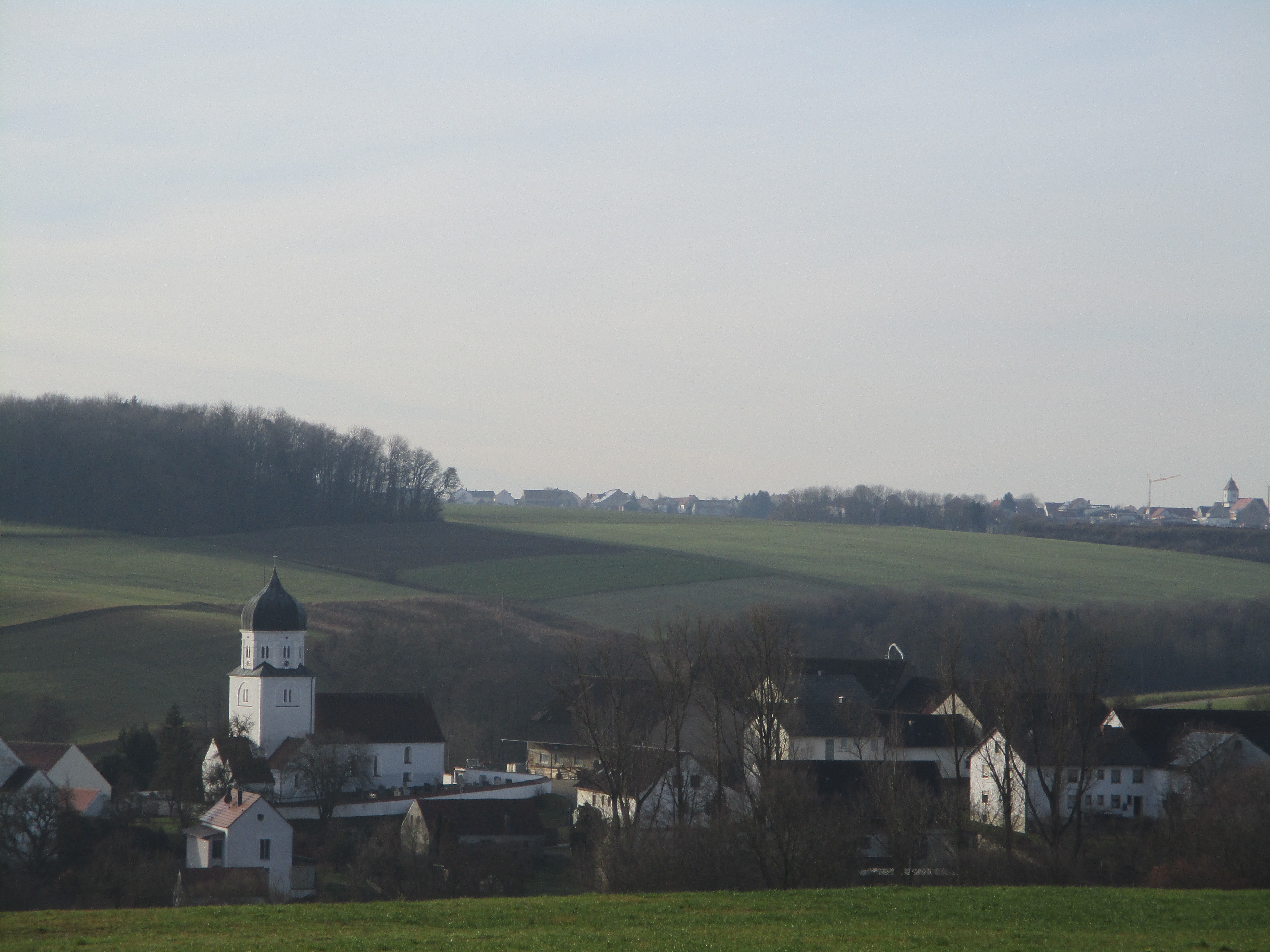
Baierfeld

Baierfeld (bis 1. April 1971 auch Bayerfeld) ist ein Pfarrdorf und Gemeindeteil der Gemeinde Buchdorf im Landkreis Donau-Ries im Regierungsbezirk Schwaben (Bayern).
Baierfeld zählt zu den Grenzorten des alemannischen Dialektraums zum Bairischen hin.

## Geschichte
Baierfeld wird 1137 in einer Urkunde von Bischof Gebhard II. von Eichstätt erwähnt, sogar der Baierfelder Pfarrer Hartwig wird hier namentlich genannt. Der Ort wurde 1818 wurde durch das Gemeindeedikt von 1818 eine selbstständige Gemeinde. Die Gemeinde gehörte ab 1862 zum Bezirksamt bzw. Landkreis Donauwörth und wurde im Zuge der Gebietsreform in Bayern am 1. Juli 1972 dem Landkreis Donau-Ries zugeschlagen. Am 1. Januar 1976 erfolgte die Eingliederung in die Gemeinde Buchdorf.
Die katholische Pfarrei Sankt Joseph in Baierfeld gehört zum Pfarreienverbund Monheim im Dekanat Weißenburg-Wemding im Bistum Eichstätt. Zur Pfarrei gehören auch noch Hochfeld, Reichertswies und Unterbuch.

## Baudenkmäler
In die Liste der Baudenkmäler in Baierfeld sind vier Objekte eingetragen:
- Katholische Pfarrkirche St. Joseph mit Friedhofsmauer und Friedhofskapelle
- Kleinbauernhaus aus dem ersten Viertel des 19. Jahrhunderts
- Zweigeschossiges Bauernhaus, bezeichnet mit dem Jahr 1894
- Ehemaliges katholisches Pfarrhaus mit Pfarrstadel